# Sam Neill
Nigel John Dermot „Sam“ Neill OBE (* 14. září 1947 Omagh) je novozélandský filmový herec, narozený v Severním Irsku.

## Kariéra
Herecké i moderátorské profesi se věnuje od roku 1977. Za tuto dobu ztvárnil velké množství rolí, například paleontologa Alana Granta v Jurském parku, kardinála Wolseyho v seriálu Tudorovci, kouzelníka Merlina, inspektora Campbella v seriálu Gangy z Birminghamu aj. Za svou kariéru získal řadu ocenění, mj. byl australskou cenu AACTA pro nejlepšího herce za roli ve filmu Výkřik ve tmě (1988), dále byl nominován na tuto cenu za filmy Death in Brunswick (1991), Memoirs of an Invisible Man (1992), Piano (1993), My Mother Frank (2000), The Hunter (2011) a The Daughter (2015).
Sam Neill je nositelem Řádu britského impéria.

## Osobní život
Sam Neill trvale přebývá v Queenstownu na Novém Zélandu, vlastní také dům ve Wellingtonu a v australském Sydney. Je vlastníkem vinařství Two Paddocks.
Má dvě děti, jedno s australskou herečkou Lisou Harrow, druhé se současnou manželkou Noriko Watanabe (vzali se roku 1989, rozešli roku 2017).
V březnu 2023 ve své nové autobiografické knize oznámil, že trpí rakovinou lymfatických uzlin ve třetím stadiu. Konkrétně se léčí s agresivním typem Non-Hodgkinova lymfomu. Pro britský deník The Guardian uvedl, že si v roce 2022 během propagačního turné k filmu Jurský svět: Nadvláda nahmatal na krku hrudky. Po roce léčby je nyní v remisi, ale bude chodit na chemoterapie do konce života.